# Frances Carpenter
Frances Carpenter (Washington, D.C., 30 de abril de 1890 – Washington, 2 de novembro de 1972) foi uma fotógrafa norte-americana. Frances era filha de Frank George Carpenter.
Entre 1910 e 1924, acompanhou o pai em viagens pelo Alasca para registrar e estudar a geografia da região, num trabalho que ficou conhecido por Carpenter's World Travels. Na década de 1960 organizou, em uma coleção, todo o trabalho do seu pai, totalizando 16.800 fotografias e 7.000 negativos em vidro e filme. Esta coleção faz parte do acervo da Library of Congress (Biblioteca do Congresso dos E.U.A.).